# Jan Kliment
Jan Kliment (* 1. září 1993 Jihlava) je český profesionální fotbalista, který hraje na pozici útočníka za český klub SK Sigma Olomouc a za český národní tým.
Kliment je rodákem z Jihlavy, kde také naskočil do profesionálního fotbalu. V roce 2015 se stal nejlepším střelcem mistrovství Evropy do 21 let, což jej katapultovalo do bundesligového VfB Stuttgart. Posléze v zahraničí působil také v dánském Brøndby Kodaň a polské Wisle Krakov. V české lize nastupoval v sezóně 2020/21 za Slovácko a pomohl mu do evropských pohárů deseti brankami. Strávil i dvě sezony v Plzni, se kterou si mimo jiné zahrál Ligu mistrů, nebo se podílel na postupu do čtvrtfinále Evropské konferenční ligy.

## Klubová kariéra

### Vysočina Jihlava
Je odchovancem Vysočiny Jihlava, za kterou postupně prošel všemi mládežnickými kategoriemi. V sezoně 2011/2012 jej trenér Roman Pivarník poprvé vytáhl do áčka, ale nastoupil zde pouze na 5 minut v zápase 18. kola s Čáslaví a posléze se vrátil zpět do B-týmu. V létě 2012 se po zrušení B-týmu přesunul do juniorky, kde patřil k oporám týmu. Během podzimní části nastoupil k 15 zápasů a vstřelil 3 branky. V zimě ho trenér František Komňacký vytáhl do A-týmu. Premiérového gólu v „áčku“ Vysočiny se dočkal 19. dubna 2013 ve 24. ligovém kole v zápase proti Teplicím. V květnu 2013 obdržel pozvánku na testy z nizozemského prvoligového týmu Heracles Almelo. Výrazně na sebe upozornil i ve 2. kole Poháru České pošty 2013/14, když hattrickem rozhodl o výhře Vysočiny na hřišti Slovanu Rosice 6:1. Do svého odchodu na hostování do Banské Bystrice odehrál za "áčko" Vysočiny 16 ligových zápasů a v nich vstřelil 1 branku.

#### Dukla Banská Bystrica (hostování)
V zimě 2013 nepřesvědčil trenéra Petra Radu o pokračování v "A" týmu a odešel na půlroční hostování do slovenského celku FK Dukla Banská Bystrica. Za Duklu odehrál jako testovaný hráč na konci ledna přátelský zápas s FK Dukla Praha, ale k uzavření hostování došlo až 4. února. Už jako hostující hráč se v dresu Dukly objevil už 5. února v přátelském zápase proti MFK Tatran Liptovský Mikuláš, zahrál si v utkáních s FO ŽP ŠPORT Podbrezová, Sandecja Nowy Sącz a MTK Budapešť – pokaždé v základní sestavě. Proti polskému celku Sandecja Nowy Sącz se dvakrát gólově prosadil a pomohl tak k vysoké výhře 4:0.
Dne 1. března 2014 si pak odbyl premiéru v Corgoň lize, když v základní sestavě Dukly odehrál celý zápas, ale ani on nezabránil porážce na hřišti Slovanu Bratislava (0:2). Výhry se tak dočkal až ve druhém zápase, když asistoval u domácí výhry nad FK Senica (3:1). První branky v ligovém zápase v dresu Dukly se nedočkal ani ve svém 4. zápasy; v zápase s MFK Košice (0:1) v 80. minutě obdržel žlutou kartu. V 5. jarním kole nastoupil proti MFK Ružomberok opět v základní sestavě a přispěl tak k historické výhře (1:0); v 68. minutě obdržel žlutou kartu. V sestavě poprvé chyběl až v zápase 28. kola proti FC DAC 1904 Dunajská Streda (0:4), nehrál ani následující duel s FC Nitra (0:0). V zápase proti FC Spartak Trnava (0:4) už nastoupil, ale v 80. minutě jej vystřídal Marek Šovčík.
Celkem v dresu Dukly Banská Bystrice nastoupil do 13 ligových utkání, ve kterých se ovšem ani jednou gólově neprosadil.

#### Návrat do Jihlavy
Po skončení hostování se vrátil do Jihlavy a zapojil se do letní přípravy "A" týmu. Do ligy naskočil hned v úvodním zápase nového ročníku s FK Mladá Boleslav (0:1); v 78. minutě ho střídal Jan Kosak.

### VfB Stuttgart
Dne 29. června 2015 po (pro něj) úspěšném Mistrovství Evropy U21 2015 podepsal čtyřletou smlouvu až do léta roku 2019 s německým bundesligovým klubem VfB Stuttgart. 5. července 2015 hrál Stuttgart přípravný zápas proti FC Viktoria Plzeň a Kliment pomohl jedním gólem k výhře 6:3 (odehrál druhý poločas). Byl to jeho první gól v novém působišti. V německé Bundeslize debutoval 16. srpna 2015 proti 1. FC Köln (porážka 1:3), dostal se na hřiště v závěru zápasu. Premiérové ligové branky za Stuttgart se dočkal 3. října 2015 v 8. kole v souboji v Hoffenheimu (2:2), když v 64. minutě vyrovnával na 1:1.

#### Brøndby IF (hostování)
Dne 30. srpna 2016 zamířil na hostování do týmu Brøndby IF z Kodaně hrajícího dánskou Superligaen. V Kodani ožil a dostal se i do seniorské reprezentace. V dresu Brondby si při ligovém zápase v dubnu roku 2018 závažně poranil vazy v levém koleni. Za Brøndby IF to byl jeho poslední zápas a zdravotní problémy ho navíc připravily o možnost proměnit hostování v Bröndby v přestup. Celková rekonvalescence trvala 15 měsíců.

#### VfB Stuttgart II (návrat po zranění)
Kliment se pokusil po operaci kolena vrátit na fotbalový trávník v dubnu roku 2019 za rezervní tým VfB Stuttgart II. Poté následovala pětiměsíční rehabilitační pauza a zcela zdráv nastoupil do soutěžního utkání ligy za rezervní tým 10. srpna 2019, který se konal proti týmu SV Oberachern (Kliment odehrál celých 90 minut, jeho tým zvítězil 3:1). V dalším soutěžním zápase, konaném dne 18. srpna 2019 proti týmu TSV Ilshofen, odehrál 64 minut a vstřelil 2 góly (první po dlouhé rekonvalescenci).

### Slovácko
V lednu 2020 se Kliment stal hráčem českého prvoligového klubu 1. FC Slovácko. Do české ligy se vrátil po čtyřech a půl letech.
Sedmadvacetiletý útočník dal v ligovém ročníku 2020/21 deset gólů a byl nejlepším střelcem Slovácka, kterému pomohl ke čtvrtému místu a historickému postupu do evropských pohárů.

### Wisla Krakov
Po úspěšné sezóně ve Slovácku přestoupil Kliment v létě 2021 do polského klubu Wisla Krakov. S polským klubem uzavřel smlouvu na tři roky.

### Viktoria Plzeň
Po roce se Kliment vrátil do zpátky do Česka, jako náhradu za kanonýra Jean-Davida Beauguela si jej vyhlédla v červnu 2022 mistrovská Plzeň. S Viktorií podepsal dvouletou smlouvu. Kliment si v srpnu 2022 v domácí odvetě 4. předkola Ligy mistrů s Karabachem poranil zadní stehenní sval, přesto v 73. minutě se zdravotní indispozicí dokázal vstřelit vítězný gól na 2:1 a Viktorii zařídil postup do skupiny elitní soutěže. Kliment vstřelil v říjnu svůj premiérový gól ve skupině Ligy mistrů, kterým zmírnil domácí porážku Viktorie s Bayernem Mnichov.
V květnu 2024 Kliment oznámil, že po dvou letech opustí Viktorii Plzeň jako volný hráč. Bývalý český reprezentant za dva roky odehrál v dresu Viktorie 56 soutěžních zápasů a připsal si devět gólů. V sezoně 2023/24 nepatřil do základní sestavy.

### Sigma Olomouc
Dne 31. května 2024 se Kliment stal letní posilou olomoucké Sigmy, do klubu přišel jako volný hráč po skončení smlouvy v plzeňské Viktorii. Kliment podepsal smlouvu na dva roky. Při svém debutu v prvním kole Chance ligy dvěma brankami rozhodl o výhře Olomouce 2:0 nad Českými Budějovicemi. Kliment se střelecky prosadil i 3. srpna při výhře 2:1 nad Teplicemi. 18. srpna dvěma brankami rozhodl o výhře 3:2 nad Mladou Boleslaví a svou formu potvrdil i v následujícím utkání, když vstřelil dva góly do sítě Baníku Ostrava při remíze 2:2. Za své výkony byl odměněn vítězstvím v anketě o hráče měsíce první fotbalové ligy za srpen. 22. září vstřelil Kliment dvě branky při výhře 2:1 nad Duklou Praha, po osmi ligových kolech měl na svém kontě devět vstřelených gólů a vévodil tabulce střelců celé ligy. 6. října byl v utkání jedenáctého kola české nejvyšší soutěže proti Bohemians 1905 Kliment vyloučen za úder do břicha Jana Vondry. V říjnu 2024 byl Kliment povolán do 7 letech do české reprezentace. 2. listopadu se Kliment prosadil při prohře 1:2 s Karvinou a 27. listopadu skóroval také do sítě Slovácka (výhra 2:1). Na začátku prosince si Kliment vážně poranil kotník a předčasně pro něj málem skončila velmi povedená sezona Chance ligy. V době svého zranění byl Kliment s 11 góly nejlepším střelcem Chance Ligy. Po vyléčení zranění stihl naskočit do jarní části sezóny a vstřelit další góly, po třiceti kolech byl stále nejlepším střelcem probíhající sezóny s 18 góly. V semifinále českého poháru proti ostravskému Baníku utrpěl zlomeninu lýtkové kosti a sezona pro něj podruhé předčasně skončila.

## Reprezentační kariéra
Hrál za české reprezentační výběry U19 a U20.
V březnu 2013 ho trenér Jakub Dovalil nominoval jako náhradníka do reprezentace Česka U21 na přátelské zápasy s Ukrajinou a Tureckem.
Zúčastnil se domácího Mistrovství Evropy hráčů do 21 let 2015 konaného v Praze, Olomouci a Uherském Hradišti. V zápase proti Srbsku pomohl hattrickem k výhře 4:0. Tři vstřelené góly mu stačily k zisku Zlaté kopačky (ocenění pro nejlepšího kanonýra šampionátu).
Na podzim roku 2017 se Kliment dostal do nominace české reprezentace, v září byl premiérově povolán trenérem Karlem Jarolímem. Dne 1. září 2017 si odbyl svůj reprezentační debut v kvalifikačním utkání proti Německu. V reprezentační nominaci se objevil ještě v říjnu a listopadu 2017, nastoupil dohromady do 5 utkání, v nichž se ale střelecky neprosadil.
V říjnu 2024 byl Kliment po sedmi letech opět povolán do české reprezentace trenérem Ivanem Haškem. 14. října nastoupil do závěru utkání proti Ukrajině v utkání Ligy národů. Kliment se objevil také v listopadové nominaci, 16. listopadu nastoupil do utkání proti Albánii a o tři dny později se objevil v základní sestavě národního týmu v zápase proti Gruzii. Ve 3. minutě efektní patičkou asistoval na úvodní branku Pavla Šulce a přispěl tak k výhře 2:1 a k postupu do Ligy národů A. V březnu 2025 se v kvalifikaci na Mistrovství světa 2026 dočkal prvního mezinárodního gólu, když v 95. minutě zpečetil vítězství Česka nad Gibraltarem 0:4.

## Úspěchy

### Brøndby
- Dánský pohár: 2017/18

### Sigma Olomouc
- Český pohár: 2024/25

### Individuální
- Zlatá kopačka (adidas Golden Boot) – se 3 góly nejlepší kanonýr Mistrovství Evropy hráčů do 21 let 2015